# Pivovar Jáchymov
Pivovar Jáchymov stával v sousedství kaple sv. Anny v dolní části Náměstí Republiky.

## Historie
V počátcích Jáchymova patřilo právo várečné mezi práva udělovaná Šliky i panovníkem. Jednalo se však o jednotlivé domy a ne pivovar jako takový. V osmnáctém století byly v Jáchymově podle tereziánského katastru pivovary dva – Horní a Dolní. O Dolním však není známo ani kde stál.
Ruční vaření piva bylo nahrazeno parostrojním vybavením při rekonstrukci v letech 1897 – 1898. Tehdy byly rovněž vybudovány nové sklepy, které se jako jediné z pivovarských budov dochovaly. Do roku 1906 pivovar provozovala Obec pivovárečníků – sdružení osob, které vlastnily pivovárečné domy.

### Měšťanský pivovar
Město Jáchymov převzalo provoz pivovaru v roce 1906 a provozovalo jej do roku 1945. Během 1. světové války pivovar ztratil vinou snížené kvality piva většinu odběratelů. Důvodem snížené kvality byl nedostatek surovin, kdy byly používány náhražky. V roce 1930 hrozilo pivovaru uzavření. Město chtělo pivovar nahradit rašelinovými lázněmi. Po zkvalitnění vystaveného piva a zvýšení odběru od toho ale bylo upuštěno.

### Národní správa
Pod národní správou byl pivovar od konce 2. světové války až do svého zrušení. Dekretem Ministerstva zemědělství a výživy ze dne 17. června 1946 byl pivovar zrušen ke konci téhož roku. Město protestovalo, protože v roce 1945 pivovar modernizovalo a rostl výstav i počet odběratelů. Poslední výstav piva byl v listopadu 1946. Pro špatný technický stav budov byl pivovar v roce 1962 demolován.